# Dryadaula koreana
Dryadaula koreana is een vlinder uit de familie Dryadaulidae. De wetenschappelijke naam van deze soort is voor het eerst voorgesteld  door Seung Jin Roh en Bong-Kyu Byun in een publicatie uit 2020. De spanwijdte bedraagt 6,3 tot 7,8 millimeter.
De soort komt voor in Zuid-Korea.